# Nivenia inaequalis
Nivenia inaequalis är en irisväxtart som beskrevs av Peter Goldblatt och John Charles Manning. Nivenia inaequalis ingår i släktet Nivenia och familjen irisväxter. Inga underarter finns listade i Catalogue of Life.